# عائشة الحرة
عائشة الحرَّة والدة آخر ملوك غرناطة أبي عبد الله الصغير الذي اشتهر بكونه آخر ملك مسلم في بلاد الأندلس. كانت واحدة من الشخصيات البارزة في التاريخ الأندلسي. سميت بـ "الحرة" تمييزًا لها عن الجارية الرومية التي كانت زوجة لزوجها السلطان أبو الحسن، أو تكريمًا لها على طهارتها وشجاعتها ومواقفها القوية.
كانت عائشة تنتمي إلى أسرة بني نصر الحاكمة في غرناطة، وزواجها من السلطان أبو الحسن كان لتحسين مكانته وتأكيد حقه في العرش. ومع اشتداد الصراع السياسي في غرناطة، تصاعدت مؤامرات ضرتها ثريا الرومية التي كانت تسعى للسيطرة على العرش من خلال أولادها. لكن عائشة الحرة، التي كانت ذات نفوذ قوي في البلاط، لم تستسلم وبدأت في تدبير وسائل المقاومة مع أنصارها، بما فيهم أسرة بني سراج، وأخذت تحرص على ضمان حق أولادها في العرش.  أصبحت عائشة الحرة رمزًا للمقاومة، وظلت شخصيتها حية في ذاكرة التاريخ الإسباني والمغربي على حد سواء. وحتى اليوم، يحترم الإسبان هذه المرأة العظيمة، وقد أطلقوا على منزلها في حي البيازين في غرناطة اسم "دار الحرة"، حيث لا يزال يذكرها التاريخ بكل تقدير.

## النهاية
ذكر المؤرخون أن لقب "الحُرة" أُضيف إلى اسم عائشة، وهو لقب يُترجم إلى "امرأة ذات سيادة"، ليصبح جزءًا من اسمها. ويرى صاحب كتاب "نهاية الأندلس" أن هذا اللقب أُطلق تمييزًا لها عن الجارية الإسبانية التي تزوجها السلطان أبو الحسن، أو ربما كان تقديرًا لطهرها ورفعة صفاتها أو لمواقفها القوية.
لعبت هذه المرأة دورا مهما في إنقاذ عرش غرناطة من مؤامرات ضرتها ثريا الرومية وثبات الغرناطيين أمام النصارى وخاصة في بعث روح المقاومة لدى ابنها الملك أبي عبد الله الصغير. احتفظ الإسبان إلى يومنا هذا باحترام وتقدير لهذه المرأة وألفوا حولها القصص والأساطير وحافظوا على منزلها في حي البيازين الشهير بغرناطة المعروف اليوم بـقصر دار الحرة.
ظهر ابن عائشة أبو عبد الله الصغير في وادي أش وثار على أبيه وخلعه عن الحكم، وقامت حرب أهلية بين الابن والأب الذي التجأ إلى أخيه أبو عبد الله محمد الثالث عشر حاكم مالقة.
وبعد وفاة أبي الحسن اشتدت الحرب بين أبي عبد الله الصغير وعمه أبو عبد الله محمد الثالث عشر وقسموا المملكة المسلمة إلى شطرين. وقد استغل العدو النصراني الفرصة وانقض أولا على ما بيد الزغل من أراضي فاستسلم هذا الأخير ودخل تحت لواء فرناندو الثاني ملك أراغون وزوجته إيزابيلا الأولى ملكة قشتالة. وبقي ما بيد أبي عبد الله الصغير وقد اعتقد النصارى أنه سيسلم لهم مفاتيح البلاد دون مقاومة. لكن هنا ظهر الدور الكبير لعائشة الحرة التي حرّضت ابنها على المقاومة وساعدها على إذكاء روح المقاومة رجل قلّما ذكره التاريخ وهو موسى بن أبي الغسان الذي أسكت كل الأصوات الداعية إلى الاستسلام. وفعلا استجاب أبو عبد الله الصغير للتحريض وظهرت منه بطولات محترمة في جهاد الإسبان لكن هذا لم يمنع من الاستسلام أخيرا للقوة الإسبانية. بعد هذا الاستسلام وخروج أبي عبد الله متحسرا باكيا من غرناطة وحمرائها.

حسب الأسطورة والرواية الشعبية فالمكان الذي ألقى منه نظرته الأخيرة على غرناطة ما زال معروفاً باسم (زفرة العربي الأخيرة) (بالإسبانية: el último suspiro del Moro)‏ وبكى فقالت له أمه «عائشة الحرة»
هناك مقولة قل من يذكرها ذكرها التاريخ بزفرة العربي الأخيرة وفي الحقيقة هو ألتفت للخلف وصعد على صخرة وألتفت نحو القصور والمدينة وتنهد تنهيدة حارة للقصور والملك الذي ضاع منه وتسمى ( تنهيدة المحزون ) وعندها نظرت اليه أمه وقالت أضعت ملك أباءك إلى آخر القصة . وهكذا سميت تنهيدة المحزون.

## وفاتها
تذكر المصادر التاريخية أن عائشة الحرة، التي عاصرت النهاية المؤلمة لسقوط غرناطة، انتقلت مع أسرتها إلى المغرب في عام 1493. ويُعتقد أنها توفيت في مدينة فاس قبل وفاة ابنها بفترة طويلة، لكن لا يُعرف على وجه التحديد تاريخ وفاتها أو مكان دفنها.

## رثاء الأندلس
قال الشاعر (سينية شوقي):
قال البحتري: